# Campeonato Goiano de Futebol de 1995
O Campeonato Goiano de Futebol de 1995 foi a 52º edição da divisão principal do campeonato estadual de Goiás. O campeão foi o Vila Nova que conquistou seu 13º título na história da competição. O Anápolis foi o vice-campeão. O artilheiro do campeonato foi Luciano, jogador do Vila Nova, com 25 gols marcados.

## Premiação
| Campeonato Goiano de 1995      |
| Goiânia                        |
| ------------------------------ |
| Vila Nova Campeão (13º título) |